# Wipfelsfurt
Koordinaten: 48° 54′ 14″ N, 11° 50′ 38″ O

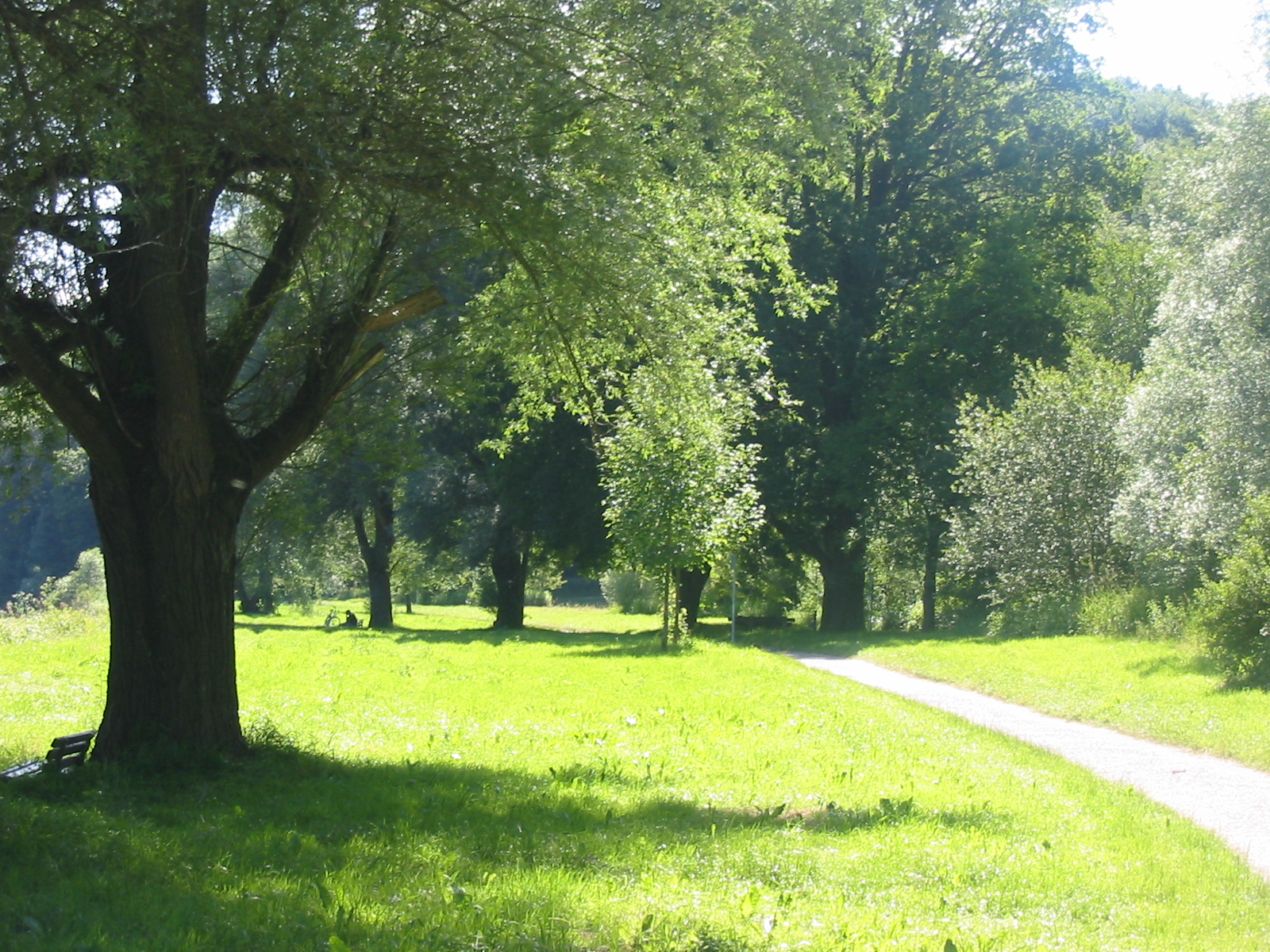
Radweg bei der Wipfelsfurt

Die Wipfelsfurt ist ein von der Donau durchflossenes kesselförmiges Tal.

## Lage
Die Wipfelsfurt liegt etwa in der Mitte des Naturschutzgebietes Weltenburger Enge zwischen dem Kloster Weltenburg und Kelheim im niederbayerischen Landkreis Kelheim.

## Beschreibung
Der Durchmesser dieses Talkessels beträgt etwa 500 Meter und wird südöstlich durch die Donau begrenzt.
Der Fluss kann sich hier breiter ausdehnen als im Donaudurchbruch und ist daher nicht so tief. Bei Niedrigwasser bestand hier früher eine Furtmöglichkeit. Hiervon stammt der Name Wipfelsfurt. Nach Nordwesten hin ist der Talkessel wie ein Amphitheater aufgebaut und von etwa 80 Meter hohen Jurahängen eingegrenzt.

## Entstehung
Die Entstehung ist nicht eindeutig geklärt. Es wird vermutet, dass die Entstehung wie bei dem nicht weit entfernt liegenden Kelheimer Kessel mit dem Riesereignis zusammenhängt. Die Kessel liegen in der Einschlagrichtung des Riesmeteoriten. Daher könnte es möglich sein, dass ein Trümmerstück hier aufprallte, die mächtige Massenkalkplatte durchschlug und den kreisrunden Kessel verursachte. Ein entstandener Riss könnte der Anfang des heutigen Donaudurchbruches gewesen sein.